# Creeping Death
Singles de Metallica
Fade to Black
(1984) For Whom the Bell Tolls
(1985)
Pistes de Ride the Lightning
Escape The Call of Ktulu
Creeping Death est un single de Metallica, et la septième piste de leur album Ride the Lightning.
Le morceau décrit les Dix plaies d'Égypte (Exode 12:29), du point de vue de l'Ange de la mort. Il dure 6 minutes et 36 secondes. Creeping Death est aussi la deuxième chanson de Metallica la plus fréquemment jouée en concert (derrière Master of Puppets), ayant été jouée environ 1 244 fois depuis 1984.
C'est un exemple classique du style thrash du groupe, bien que plus lente que les chansons de l'album précédent Kill 'Em All. La partie centrale, basée autour du cri « Die! », scandé de façon menaçante, associé à une périlleuse progression d'accords phrygiens, est un grand moment de participation des fans durant les concerts de Metallica.
La chanson aurait été inspirée au groupe par le visionnage du film Les Dix Commandements (1956) de Cecil B. DeMille. Le titre aurait été trouvé par Cliff Burton, lors du visionnage du film,.

## Liste des pistes du single
1. Creeping Death (James Hetfield, Lars Ulrich, Cliff Burton, Kirk Hammett)
2. Am I Evil? (en) (reprise du groupe Diamond Head ; Sean Harris / Brian Talter)
3. Blitzkrieg (reprise du groupe Blitzkrieg (en) ; Ian Jones, Jim Sirotto, Brian Ross)

## Composition du groupe
- James Hetfield : Chants & guitare rythmique
- Lars Ulrich : batterie
- Cliff Burton : basse
- Kirk Hammett : guitare solo